# Stora Torkelsjön
Stora Torkelsjön är en sjö i Karlshamns kommun i Blekinge och ingår i Mieåns huvudavrinningsområde. Sjön är 12,6 meter djup, har en yta på 0,0912 kvadratkilometer och befinner sig 74 meter över havet.